# Blesbok
De blesbok (Damaliscus pygargus phillipsi) is een Zuid-Afrikaanse ondersoort van de bontebok. Blesbokken kunnen 80 tot 100 kg wegen. Volgens schattingen zijn er tegenwoordig zo'n 120.000 blesbokken op de hele wereld, maar dat aantal neemt toe doordat er minder gejaagd wordt en doordat hun leefgebied beschermd wordt. De kop-romplengte van blesbokken bedraagt 140 tot 160 cm. Ze hebben een staart van 20 tot 45 cm, horens tot 47 cm (zowel bij mannetjes als vrouwtjes) en een schofthoogte van 85 tot 110 cm.